# Merara
Merara je nenaseljeni otočić u hrvatskom dijelu Jadranskog mora. Nalazi se u uvali ispred naselja Sevid, oko 140 metara od obale.
Njegova površina iznosi 0,022478 km2. Dužina obalne crte iznosi 577 m, a iz mora se uzdiže 10 m.